# Ловер-Меріон Тауншип (Пенсільванія)
Ловер-Меріон Тауншип (англ. Lower Merion Township) — селище (англ. township) в США, в окрузі Монтгомері штату Пенсільванія. Населення — 63 633 особи (2020).

## Демографія
Згідно з переписом 2010 року, у селищі мешкало 57 825 осіб у 22 473 домогосподарствах у складі 14 856 родин. Було 24095 помешкань
Расовий склад населення:
| - 85,7 % — білих - 6,0 % — азіатів - 5,6 % — чорних або афроамериканців - 0,1 % — корінних американців |

До двох чи більше рас належало 1,9 %. Частка іспаномовних становила 3,0 % від усіх жителів.
За віковим діапазоном населення розподілялося таким чином: 22,3 % — особи молодші 18 років, 58,9 % — особи у віці 18—64 років, 18,8 % — особи у віці 65 років та старші. Медіана віку мешканця становила 43,4 року. На 100 осіб жіночої статі у селищі припадало 85,3 чоловіків;  на 100 жінок у віці від 18 років та старших — 81,0 чоловіків також старших 18 років.
Середній дохід на одне домашнє господарство  становив 193 174 долари США (медіана — 118 704), а середній дохід на одну сім'ю — 246 957 доларів (медіана — 164 521). Медіана доходів становила 113 238 доларів для чоловіків та 70 829 доларів для жінок. За межею бідності перебувало 5,5 % осіб, у тому числі 1,6 % дітей у віці до 18 років та 6,0 % осіб у віці 65 років та старших.
Цивільне працевлаштоване населення становило 28 178 осіб. Основні галузі зайнятості: освіта, охорона здоров'я та соціальна допомога — 37,5 %, науковці, спеціалісти, менеджери — 20,1 %, фінанси, страхування та нерухомість — 10,2 %, роздрібна торгівля — 6,5 %.